# セルトリオン
セルトリオン（Celltrion、셀트리온）は、バイオシミラー（バイオ後続品）を製造する大韓民国の総合バイオテクノロジー企業である。

## 概要
2002年創業。創業者の徐廷珍は、サムスン電子、韓国生産性本部、大宇グループなどで勤務した後、通貨危機の際に失職。バイオシミラー（バイオ後続薬）事業に乗り出して会社を成長させた。2020年末に会長職を退くことを表明している。
2010年代には、日本の日本化薬と共同開発を行い、日本化薬はインフリキシマブ（関節リウマチ治療薬）、トラスツズマブ（胃癌治療薬）のバイオシミラーを日本国内市場に投入した。
2019年8月、セルトリオンは日韓貿易紛争に伴う韓国政府の「脱日本」方針に呼応し、日本から輸入していた原材料20種の調達先をドイツ、アメリカ合衆国に切り替えることを決定した。一方で、2020年には武田薬品工業から循環器、糖尿病領域などの医薬品の製造権について有償譲渡契約を締結。さらに武田薬品工業からセルトリオンに対して医薬品の供給を受ける契約を締結している。
2020年、2019新型コロナウイルスによる急性呼吸器疾患の治療薬開発に着手した。

## 沿革
- 2002年2月：株式会社セルトリオン設立
- 2003年3月：バイオ医薬品の生産設備や研究機関着工
- 2007年12月：生産設備の米国FDA・生物学的製剤承認申請承認
- 2008年9月：コスダック上場
- 2018年2月：KRX有価証券市場（KOSPI市場）へ移転上場